# Orlando Fuentes
Orlando Estevan Fuentes (* 19. listopadu 1974 Ellsworthova l. z.) je bývalý americký zápasník – judista a grappler.

## Sportovní kariéra
Vyrůstal na předměstí Miami v Hialeahu. Po skončení střední školy Hialeah-Miami Lakes, kde se věnoval výhradně americkému tradičnímu zápasu, se přesunul do Colorado Springs do olympijského tréninkového centra. Připravoval se v tréninkové skupině Eda Liddieho. V americké mužské judistické reprezentaci se prosazoval od roku 1995 v pololehké váze do 65 kg.
V roce 1996 uspěl v americké olympijské kvalifikaci a startoval na domácích olympijských hrách v Atlantě, kde prohrál ve třetím kole s Belgičanem Philipem Laatsem po minutě boje na ippon technikou harai-goši. V opravném pavouku se do bojů o medaile neprobojoval. Od roku 1997 startoval ve vyšší lehké váze do 73 kg, kde byl ve stínu Jimmyho Pedra. Sportovní kariéru ukončil v roce 2004.

## Výsledky
| Turnaj                  | 1994      | 1995      | 1996      | 1997       | 1998       | 1999       | 2000       | 2001       |
| Turnaj                  | 20        | 21        | 22        | 23         | 24         | 25         | 26         | 27         |
| Turnaj                  | pololehká | pololehká | pololehká | lehká váha | lehká váha | lehká váha | lehká váha | lehká váha |
| ----------------------- | --------- | --------- | --------- | ---------- | ---------- | ---------- | ---------- | ---------- |
| Olympijské hry          |           |           | úč.       |            |            |            | —          |            |
| Mistrovství světa       |           | úč.       |           | —          |            | —          |            | úč.        |
| Panamerické hry         |           | úč.       |           |            |            | —          |            |            |
| Panamerické mistrovství | ?         |           | —         | —          | —          | ?          | 1.         | 2.         |
| MS juniorů              | úč.       |           |           |            |            |            |            |            |